# Élections générales irlandaises de septembre 1927
L’élection générale irlandaise de septembre 1927 s'est tenue le 15 septembre 1927. 152 des 153 députés sont élus et siègent au Dáil Éireann.

## Mode de scrutin
Les élections générales irlandaises se tiennent suivant un scrutin proportionnel plurinominal avec scrutin à vote unique transférable. En effet, le Ceann Comhairle, qui préside le Dáil Éireann, est automatiquement réélu, conformément à l'article 16, alinéa 6, de la Constitution.

## Résultats
| Parti                                                      | Parti                            | Leader               | Voix      | %      | +/-        | Sièges | +/-        | % du Dáil |
| ---------------------------------------------------------- | -------------------------------- | -------------------- | --------- | ------ | ---------- | ------ | ---------- | --------- |
|                                                            | Cumann na nGaedhael              | William T. Cosgrave  | 453 028   | 38,7 % | 11,3       | 62     | 15         | 40,5      |
|                                                            | Fianna Fáil                      | Éamon de Valera      | 411 777   | 35,2 % | 9,1        | 57     | 13         | 37,3      |
|                                                            | Parti travailliste               | Thomas Johnson       | 106 184   | 9,1 %  | 3,4        | 13     | 9          | 8,5       |
|                                                            | Parti des agriculteurs           | Michael Heffernan    | 74 626    | 6,4 %  | 2,5        | 6      | 5          | 3,9       |
|                                                            | Parti de la ligue nationale      | William Redmond      | 18 990    | 1,6 %  | 5,7        | 2      | 6          | 1,3       |
|                                                            | Ligue des travailleurs irlandais | James Larkin         | 12 473    | 1,1 %  |            | 1      |            | 0,7       |
|                                                            | Town Tenants' Association        |                      | 832       | 0,1 %  | stagnation | 0      | stagnation | 0         |
|                                                            | Indépendants                     | Indépendants         | 92 959    | 7,9 %  | 5,5        | 12     | 4          | 7,8       |
| Votes blancs et nuls                                       | Votes blancs et nuls             | Votes blancs et nuls | 21 886    |        |            |        |            |           |
| Total                                                      | Total                            | Total                | 1 192 755 | 100 %  |            | 153    | stagnation | 100       |
| Participation                                              | Participation                    | Participation        | 1 730 177 | 69,0 % |            |        |            |           |
| Un gouvernement Cumann na nGaedhael minoritaire est formé. |                                  |                      |           |        |            |        |            |           |

Le gouvernement de Cumann na nGaedhael est soutenu par le Parti des agriculteurs et par des indépendants. Thomas Johnson est battu et se retire de la vie politique. 

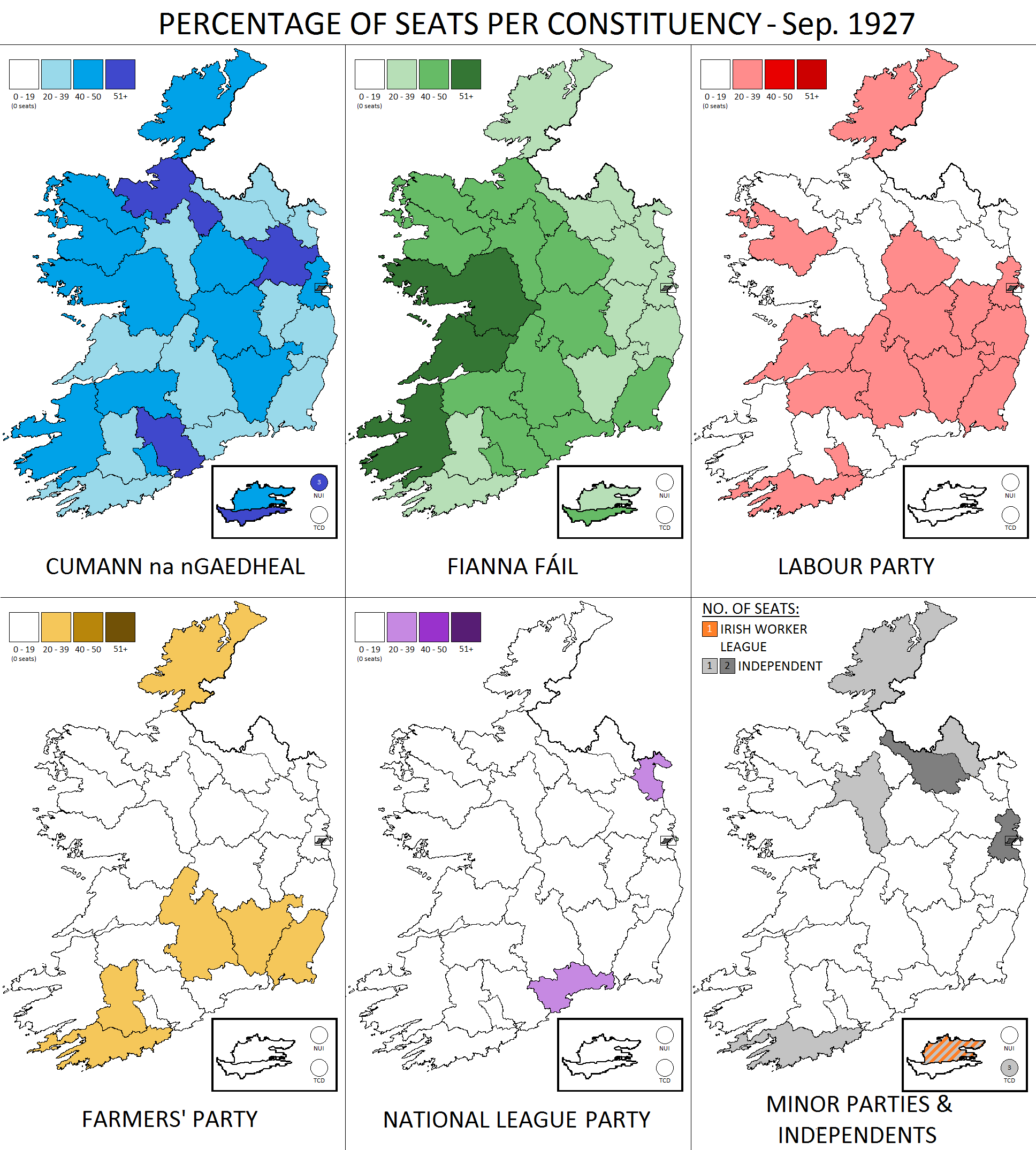
Résultats par circonscription

Résultats par circonscription